# Vorța, Hunedoara
Vorța este satul de reședință al comunei cu același nume din județul Hunedoara, Transilvania, România.

## Vezi și
- Biserica de lemn din Vorța

## Imagini

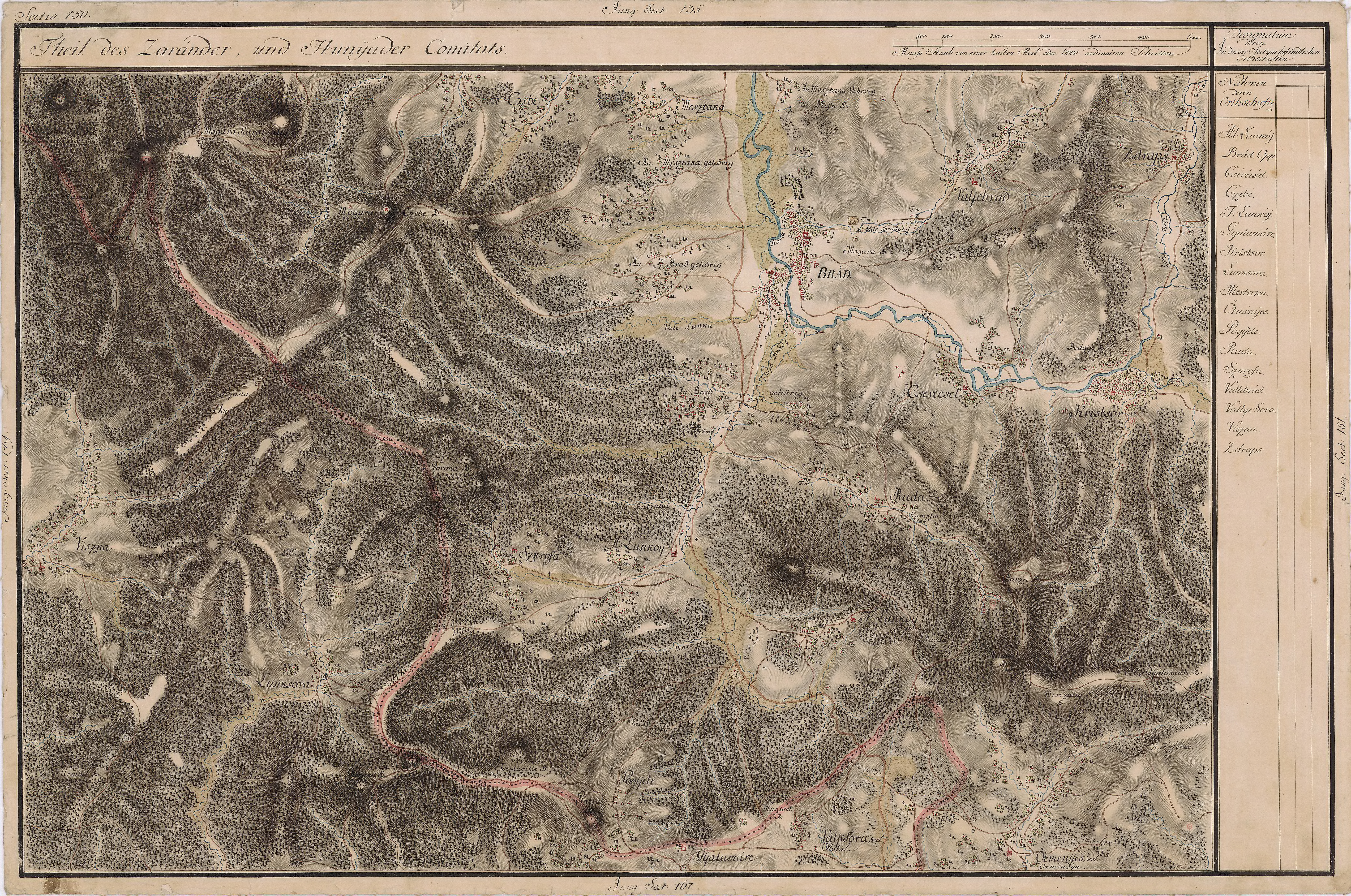
Vorța în Harta Iosefină a Transilvaniei, 1769-73
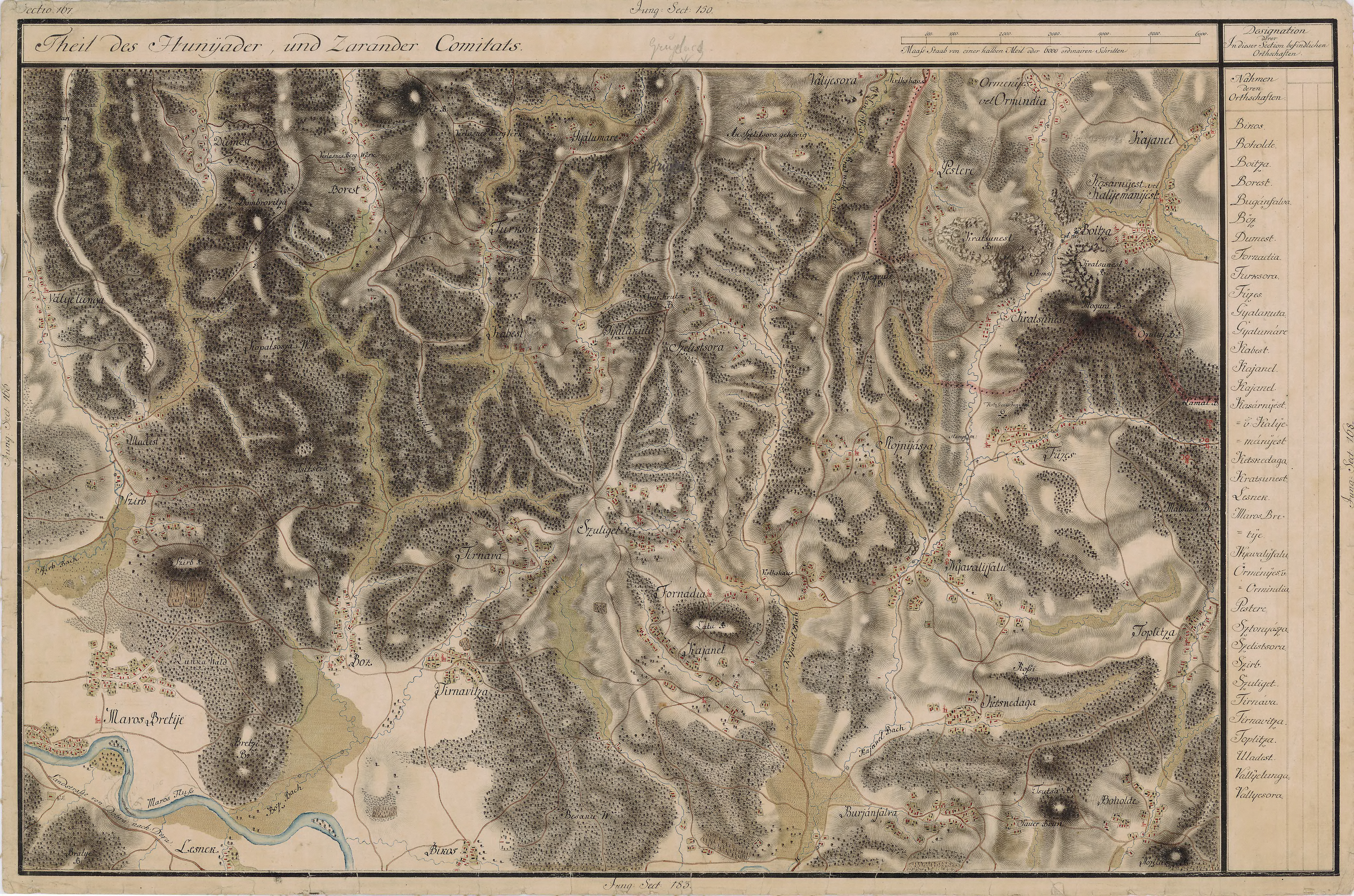
Vorța în Harta Iosefină a Transilvaniei, 1769-73